# Fabijan Trgo
Fabijan Trgo, hrvaški general, * 7. marec 1924, † 23. november 2008.

## Življenjepis
Leta 1941 je vstopil v NOG, naslednje leto v KPJ in leta 1943 v NOVJ; med vojno je bil politični komisar več enot.
Po vojni je bil politični komisar divizije, načelnik Vojaškozgodovinskega inštituta,...